# Ngô Thanh Vân

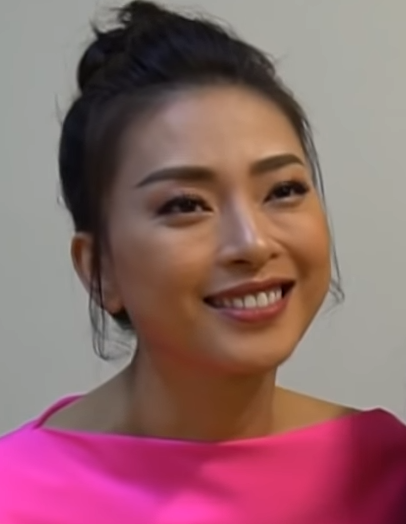
Ngô Thanh Vân (2019)

Ngô Thanh Vân, bekannt unter ihrem Künstlernamen Veronica Ngô (* 26. Februar 1979 in Trà Vinh, Vietnam), ist eine vietnamesische Schauspielerin, die vor allem durch ihre Rollen in den Filmen The Old Guard, Star Wars: Die letzten Jedi, Furie und Bright Bekanntheit erlangte.

## Leben und Karriere
Sie wurde am 26. Februar 1979 in der Stadt Trà Vinh in Vietnam geboren und hat drei ältere Brüder. 1989 zog sie mit ihrer Mutter nach Norwegen, 1999 kehrte sie in ihre Heimat zurück. Sie nahm an einem Schönheitswettbewerb des Women's World Magazins teil, bei dem sie den zweiten Platz belegte. Nach diesem ersten Erfolg begann sie eine Modelkarriere in Vietnam als Model für Magazine, Kalender und Modekollektionen.
In den Jahren 2002–2008 nahm sie mehrere Songs auf, die in den nationalen Charts den 8. und 10. Platz belegten. 2010 nahm sie an der ersten Staffel der musikalischen Reality-Show Dancing with the Stars (Bước nhảy hoàn vũ) teil. Im Jahr 2009 eröffnete Ngo eine Talentagentur namens VAA.
2017 spielte sie Paige Tico, Rose Ticos ältere Schwester, in Star Wars: Die letzten Jedi. 2019 wurde Ngô für die Jury des New York Asian Film Festivals ausgewählt. Im selben Jahr spielte sie in dem vietnamesischen Actionfilm Fury (Hai Phượng). Es wurde der erfolgreichste nationale Film aller Zeiten in Vietnam.
Im März 2022 gab Vân ihre Verlobung mit dem Geschäftsmann Huy Trần bekannt. Sie und Trần heirateten am 7. Mai 2022 bei einer Zeremonie in der Stadt Da Nang.

## Filmografie (Auswahl)
- 2002: Huong De (Fernsehserie)
- 2004: Rouge (Fernsehserie)
- 2006: Chuyện tình Sài Gòn
- 2006: 2 trong 1
- 2007: Ngôi Nhà Bí Ân
- 2007: Dòng Máu Anh Hùng
- 2007–2009: Cô Gái Xấu Xí (Fernsehserie)
- 2009: Bẫy rồng
- 2010: Bước nhảy hoàn vũ (Fernsehserie)
- 2011: Ngọc viễn đông
- 2012: Ngôi nhà trong hẻm
- 2013: Lửa Phật
- 2013: Nhà thiết kế thời trang Việt Nam (Fernsehserie)
- 2015: Ngày nảy ngày nay
- 2016: Tấm Cám: Chuyện chưa kể
- 2016: Crouching Tiger, Hidden Dragon: Sword of Destiny
- 2016: Siêu trộm
- 2017: Bright
- 2017: Star Wars: Die letzten Jedi (Star Wars: The Last Jedi)
- 2017: Cô Ba Sài Gòn
- 2018: Về quê ăn Tết
- 2019: Hai Phượng (Fury)
- 2020: Da 5 Bloods
- 2020: The Old Guard
- 2023: The Creator
- 2025: The Old Guard 2

## Diskografie
- 2002: Vuon Tinh Nhan
- 2003: The Gioi Tro Choi
- 2004: Bi An Vang Trang
- 2005: Con Duong Em Di
- 2008: Heaven: The Virus Remix
- 2008: Nuoc Mat Thien Than